# Lophocampa albipennis
Lophocampa albipennis là một loài bướm đêm thuộc phân họ Arctiinae, họ Erebidae.